# Chiesa di San Martino di Tours (Fabro)

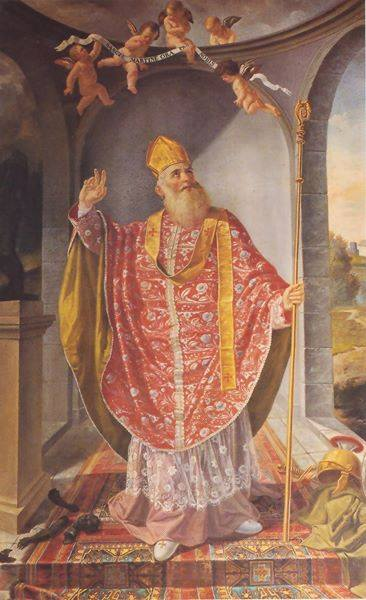
Quadro situato sull'altare maggiore dedicato a San Martino di Fabro

La chiesa parrocchiale di San Martino di Tours di Fabro, di antichissima fondazione, si affaccia nella piazza principale del centro storico, fuori dalle mura castellane. Essa ha subito numerosi interventi di restauro e rifacimenti nel corso dei secoli. Quello che si vede oggi è un edificio di struttura massiccia, con una planimetria a croce latina, con tre altari, abside rettangolare, due cappelle ed un'unica navata con volta a capriate in legno. La facciata è semplice in mattoni, con un rosone rettangolare ed un timpano sopra l'ingresso decorato da un bassorilievo in legno degli anni '30 del '900 raffigurante San Martino, proveniente dalla Val Gardena. Il campanile è a vela con tre campane di dimensioni diverse.
I documenti più antichi che nominano la chiesa provengono dall'Archivio Diocesano di Orvieto e si riferiscono alle visite pastorali del XIII e XIV secolo, in cui la chiesa di San Martino era ben tenuta e sede di una collegiata in cui risiedeva una comunità di religiosi. Dai documenti, infatti, erano residenti un presbitero, un pievano, un cappellano e alcuni canonici, tutti direttamente dipendenti dal Vescovo.
Le notizie sulla chiesa si perdono per circa due secoli, fino alle nuove visite pastorali dell'età moderna.
All'interno della chiesa avevano sede le due confraternite fabresi, la Compagnia del Corpus Domini o del Santissimo Sacramento di antica fondazione e la Compagnia del Santissimo Rosario fondata nel 1582.

## La chiesa rinascimentale
Il 23 settembre 1573, il Vescovo di Orvieto Monsignor Binarino durante la sua visita apostolica nel territorio si trovò a Fabro dove visitò la chiesa di San Martino, retta dal pievano Orazio Baroncello di Montepulciano. Sebbene l'arredo sacro fosse ben tenuto e ben conservato, il Vescovo trovò l'edificio in pessimo stato per lavori di un precedente restauro non ancora conclusi, e questo costituiva un pericolo per il Sacramento della Santa Eucaristia.
Grazie a questa visita è possibile conoscere a grandi linee l'aspetto della chiesa prima del completo rifacimento del 1598. In essa sono elencati gli altari e gli arredi sacri presenti, alcuni dei quali definiti vetusti, ossia antichi. Gli altari erano quattro, il maggiore nell'abside con un lignum (antica croce) consunto per l'antichità (a vetustate), l'altare della Santa Vergine, l'altare della Santa Vergine e San Bartolomeo, l'altare di Sant'Antonio, distribuiti probabilmente lungo le pareti della navata. Su ciascun altare era presente una pala d'altare in legno, composta di due o tre elementi, un palio decorativo e due candelabri. Il palio più pregiato era quello di San Martino intessuto con fili d'oro.
L'antico fonte battesimale era un vaso fittile e non quello in pietra serena a forma di clessidra con vasca ottagonale giunto fino a nostri giorni, rimosso nel corso del '900 dall'allora parroco. Questo secondo fonte battesimale fu collocato in chiesa con il restauro del 1598.

## Il restauro di Ippolito Scalza (1598)
A seguito della visita del 1573, il Consiglio comunale di Fabro decise di promuovere i lavori di restauro della chiesa che, però, non avvennero immediatamente ma circa una ventina di anni dopo. La Comunità, infatti, era impegnata in quegli stessi anni nella costruzione di un'altra chiesa.
In un consiglio comunale del 1580 si parla della fabbrica della nuova chiesa di San Martino, perché la situazione della vecchia era peggiorata e minacciava rovina. Per questo la Marchesa Livia Capranica, l'allora padrona del castello e moglie del Marchese Michele Bonelli, suggerì di chiamare il Maestro Ippolito Scalza per il progetto della nuova chiesa. In questa seduta, inoltre, in attesa che lo Scalza si pronunciasse sul dove fare il nuovo edificio, si fa suggerì di costruire la nuova chiesa presso il granaio della casa dei figli di un certo Alessandro, di cui non è riportata l'ubicazione.
Circa 18 anni dopo, il 28 maggio 1598, il libro dei consigli comunali riportata la cerimonia della Fondazione della nuova Chiesa, che Ippolito Scalza decretò dovesse essere edificata sul sito della vecchia. Questo il testo originale, in italiano cinquecentesco:
"Della Fondazione della nuova Chiesa di San Martino
Ad laude, honore, et gloria dill'omnipotente Dio, et dilla gloriosissima Madre Vergine Maria et de San Martino Avocato, et protettore dilla Magnifica Comunità di Fabro, processionalmente doppo l'essersi cantata la Messa dillo Spirito Santo nilla Chiesa di San Basilio, et detto l'Evangelio, et altre divine Orationi su' luogo, et fatte altre Cerimonie, solite a farsi in simil'opere, dal Molto Reverendissimo Anibale Fabritii da Ficulle Pievano del detto Castello di Fabro con l'aiuto del reverendo Don Angilo Persiani della Terra di Castel della Pieve, Rettore della Chiesa di San Leonardo di Salci, et di Don Armenio Fileni da Todi maestro di scuola del medesimo luoco, alla presentia di me Emilio Benitii della Terra di Castel della Pieve, luogotenente per gli Illustrissimi Don Michele Bonelli et Livia Capranica Bonilla, et di Salustio Bielli, Orlando di Millo et Sante di Ciano Defensori della Comunità e di Mastro Antonio di Benedetto Camerlengo et di Francesco Anselmi, et di Ridolfo di Dino soprastanti, deputati del publico, et maggior Consiglio a tal fabrica con il concerto di moltitudine di Homini et Donne del medesimo luoco, fu cominciato a murar li fondamenti della nuova Chiesa verso la Chiesa vecchia di profondità di piedi undici, et di larghezza di piedi quattro e un quarto, arragguagliato al piano della terra, conforme al disegno, dato dal molto eminente Architetto et Scultore Maestro Ippolito Scalza dalla Città di Orvieto, essendo capi mastri Giacomo e Pietro lombardi sotto il di 28 di Maggio 1598."
Il Castello di Fabro nel 1598 era ancora sotto la giurisdizione di Città della Pieve e lo sarebbe rimasto per altri 30 anni.
In un documento del 1751, si conoscono i nomi dei mastri impiegati nella costruzione della nuova chiesa, Mastro Giacomo di Giovanni Leone di Valle Lucana e Mastro Pietro di Antonio, entrambi maestri comacini.

## Ipotesi sulle origini della chiesa
Le origini della chiesa di San Martino di Fabro si perdono nel tempo ed allo stato attuale degli studi non esistono testimonianze della sua fase più antica. La sua posizione, però, suggerisce qualche ipotesi. In base ai documenti sul suo restauro cinquecentesco, la chiesa nuova fu edificata sulla chiesa antica al di fuori delle mura castellane. Proprio per questa collocazione, la fondazione della chiesa potrebbe collocarsi tra VI e X secolo, quando probabilmente il villaggio di Fabro in quanto tale ancora non esisteva.
A differenza delle chiese sorte nei secoli successivi, infatti, che furono costruite all'interno degli abitati fortificati in diretta dipendenza del signore del luogo, le chiese situate all'esterno, di norma lungo gli assi viari, erano autonome rispetto all'autorità locale poiché fondate in un momento precedente.
Anche il santo titolare fornisce un altro indizio: San Martino di Tours per il gesto di aver condiviso il suo mantello con un povero si guadagnò il patronato dei mendicanti e pellegrini. Proprio il patronato dei pellegrini comportò la diffusione di chiese intitolate a San Martino edificate lungo le antiche strade.
La chiesa, infatti, è collocata lungo una via traversa che collegava quelle che nei secoli successivi sarebbero diventate la Via Francigena, transitante per Acquapendente, e la Via Romea di Stade, passante nel territorio di Carnaiola. Lungo questo asse viario, infatti, sono numerosi i riferimenti all'accoglienza laica con i toponimi taverna, osteria e simili.
Nel territorio di Fabro esiste un altro toponimo sempre dedicato a San Martino situato sulla stessa direttrice viaria, Poggio di San Martino, a circa 2 km dal paese. È ipotizzabile che questo toponimo possa aver conservato la memoria di una cappella o aula di culto dello stesso periodo dedicata al santo in quel luogo eretta, già distrutta nel 1118. La presenza di questo toponimo, senza dubbio, può essere messa in stretto rapporto con l'origine della chiesa di Fabro intitolata allo stesso santo.